# Spinadis simplex
Spinadis simplex är en dagsländeart som först beskrevs av Walsh 1863.  Spinadis simplex ingår i släktet Spinadis och familjen forsdagsländor. Inga underarter finns listade i Catalogue of Life.